# As Aventuras do Homem Cueca
As Aventuras do Homem Cueca (também nomeada Homem Cueca) é um desenho animado brasileiro exibido pela Rede Bandeirantes baseado no quadro de humor radiofônico de mesmo nome exibido dentro do Chuchu Beleza, da Jovem Pan FM, e criado por Felipe Xavier.
O seriado tem ganhado horário nobre no canal, às 22 horas, indo ao ar pela primeira vez em 4 de janeiro de 2016, com duração máxima de 2 minutos.
A partir de 23 de fevereiro do mesmo ano, às 22h30, passa a ser exibido no canal TBS Brasil.

## Enredo
A história gira em torno do anti-herói, Homem Cueca, um "super herói" brasileiro que tem o poder de aparecer e desaparecer assim que invocado e cobra 100 reais para "ajudar a vítima", sendo que recebe o Bolsa Família (programa social do governo do Brasil).

## Episódios[6]
1. Filho Loiro
2. Projeto Arquitetônico
3. Usina Atômica
4. Pelo Preto
5. Namorada de Programa
6. Chimpanzé
7. Cueca Suja
8. Amigo Bêbado
9. Árvore Caindo
10. Baixar Arquivos
11. Empinar Pipa
12. Gongo
13. Ginecologista
14. Festa de Fim de Ano
15. Calcinha Perdida
16. Desencaminhada
17. Casamento do Miltinho
18. Sem Amigos
19. Fotógrafo
20. Gravidez
21. Assalto em Restaurante
22. Noel no Shopping
23. Pai Doente
24. Mãe do Recruta
25. Cano no Restaurante
26. Super Poderes
27. Cinzas do Falecido